# Kalmar Nyckel
Le Kalmar Nyckel (en français, la « Clé de Kalmar ») était un navire marchand armé. Construit en 1625 par les Pays-Bas, il est passé sous pavillon suédois en 1628 lorsqu'il a été acheté par la ville de Kalmar. Le navire est surtout connu pour avoir transporté en 1638, avec le Fågel Grip, les colons suédois qui ont créé aux États-Unis la colonie de Nouvelle-Suède.

## Héritage
En 1938, la poste suédoise a édité un timbre commémoratif représentant le Kalmar Nyckel et le Fågel Grip.

## Réplique
En 1986, une équipe du Delaware a construit une réplique qui a été lancé le 28 septembre 1997. Depuis le navire parcourt les mers mu par des passionnés.